# اندی لینینگ
اندی لینینگ (انگلیسی: Andy Leaning؛ زادهٔ ۱۸ مهٔ ۱۹۶۳) بازیکن فوتبال اهل بریتانیا است.
از باشگاه‌هایی که در آن بازی کرده‌است می‌توان به باشگاه فوتبال یورک سیتی، باشگاه فوتبال شفیلد یونایتد، باشگاه فوتبال لینکولن سیتی، باشگاه فوتبال چسترفیلد، باشگاه فوتبال بریستول سیتی، و باشگاه فوتبال داندی اشاره کرد.